# Thaumastura cora
Thaumastura cora е вид птица от семейство Колиброви (Trochilidae), единствен представител на род Thaumastura.

## Разпространение
Видът е разпространен в Перу и Чили.